# セスト・ブルスカンティーニ

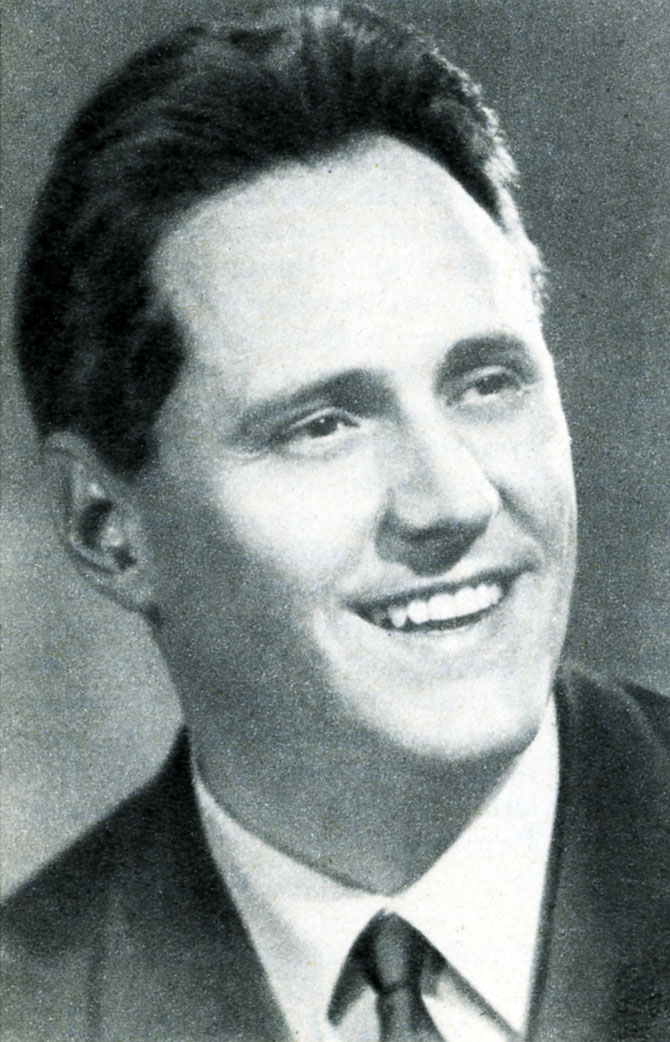
セスト・ブルスカンティーニ（1956年）

セスト・ブルスカンティーニ（Sesto Bruscantini、1919年12月10日 - 2003年5月4日）は、イタリアのバスバリトン歌手。
チヴィタノーヴァ・マルケの生まれ。当初法律を学んでいたが、声楽に転向し、ローマのサンタ・チェチーリア国立アカデミアでルイジ・リッチに師事した。1946年に生地でプッチーニ『ラ・ボエーム』のコリーネ役で初舞台を踏んだ。1947年にイタリア放送協会主催の声楽コンクールで優勝し、ミラノ・スカラ座をはじめとするイタリア各地の歌劇場に登場した。1951年にはグラインドボーン音楽祭、1952年にはザルツブルク音楽祭に出演して話題を呼んだ。1953年にセーナ・ユリナッチと結婚したが、1956年に離婚した。1961年にはシカゴ・リリック・オペラに出演してアメリカ・デビューを果たした。1990年頃までオペラで活躍し、引退後は生地で声楽教師をしていた。
日本には、NHKイタリア歌劇団の第5次から第7次公演に参加し、『ドン・カルロ』や『ラ・ファヴォリータ』の日本初演でも主役級の役柄を歌っている。
生地で死去。